# هندريك برادلي رايت
هندريك برادلي رايت هو محامي وسياسي أمريكي، ولد في 24 أبريل 1808 في Plymouth, Pennsylvania ‏ في الولايات المتحدة، وتوفي في 2 سبتمبر 1881 في ويلكس بار في الولايات المتحدة. نشط حزبياً في الحزب الديمقراطي. وقد انتخب List of speakers of the Pennsylvania House of Representatives ‏ وانتخب عضو مجلس نواب بنسيلفانيا ‏ وانتخب عضو مجلس النواب الأمريكي ‏.